# Wood-Ridge
Wood-Ridge è un comune (borough) della Contea di Bergen del New Jersey. Ha una popolazione di 7.626 abitanti
È diventato borough il 6 dicembre 1894. Si trova 53 m sopra il livello del mare.
La rivista statunitense New Jersey Monthly lo classifica nella 39sima posizione ne "I migliori posti in cui vivere del New Jersey" (2008).

## Società

### Evoluzione demografica
Secondo il censimento del 2000 vi erano 7 644 abitanti, passati a 7 626 nel 2010.